# Amsterdam Pirates
Die Amsterdam Pirates sind ein Baseball- und Softballteam aus Amsterdam. Sie wurden als Abteilung des Fußballclubs Sport Vereniging RAP gegründet und hießen deshalb in den Anfangsjahren RAP Pirates.
Die Pirates spielen im Sportpark Ookmeer in Osdorp, im Westen von Amsterdam.

## Geschichte
Die Amsterdam Pirates wurden im Jahr 1938 als Baseball-Abteilung des Fußballclubs Sport Vereniging RAP gegründet. Im Jahr 1967 wurden sie ein eigenständiger Verein. Sie konnten die niederländische Profiliga Honkbal Hoofdklasse in den Jahren 1987 und 1990 sowie 2008 und 2011 für sich entscheiden. Meist dominiert dort jedoch der Club Neptunus Rotterdam aus Rotterdam, der bereits 18 Titel verbuchen kann. Seit einigen Jahren haben die Amsterdam Pirates einen Sponsorenvertrag mit der Beratungsgesellschaft L&D, weshalb sie auch den Namen L&D Amsterdam Pirates tragen. Im Jahr 2016 konnte das Team erstmals den CEB European Cup für sich entscheiden.

## Erfolge
- Honkbal Hoofdklasse Titel
  - 1987
  - 1990
  - 2008
  - 2011
  - 2019

- CEB European Cup Titel
  - 2016